# ردیسک ایر
ردیسک ایر (به انگلیسی: Rediske Air) یک شرکت هواپیمایی است که در تاریخ ۱۹۹۱ میلادی تأسیس شده و در تاریخ ۱۹۹۱ فعالیتش را آغاز کرده‌است. دفتر مرکزی ردیسک ایر در سولدوتنا، آلاسکا، ایالات متحده آمریکا واقع شده‌است.